# 赤道ギニアの経済
赤道ギニアの経済（せきどうギニアのけいざい）では、赤道ギニア共和国の経済について記す。

## 概要
- 伝統的にカカオ豆とコーヒー栽培によるプランテーションの農業国であり、立国以前から貧しい経済地域であった。
- 1980年代にはいると油田探査の結果、開発が進み、急速に経済成長を遂げることとなった。特に、1990年代後半以降は、毎年2ケタの経済成長（2004年のGDP成長率は34%）と驚異的な数字を叩きだしている。
- 今後は、急速な経済成長で生じた貧富の差の是正、ビオコ島以外の領内との経済格差の是正が課題になる。

### 鉱工業の概要
- 古くからギニア湾内は有望な油田が存在するとされ、1980年代より積極的な探査が行われてきた。ギニア湾に面する多くの国々は、極端な共産主義政権の存在やクーデター、内戦が勃発するなどカントリーリスクを抱えていたが、赤道ギニアについては、独裁政権下といえども政情が安定していることが評価され、他国よりも一足速い開発が進められた。
- 1990年代に入り、原油生産が開始されると油田探査の熱は最高潮となり、稼働している探査チームの数はアフリカ諸国の中で最大数と呼ばれるようになった。
- 赤道ギニアの石油権益の大半は欧米企業が押さえており、2000年頃からは各国政府の関与が増大しつつある。特にアメリカ合衆国は、戦略的価値等を理由に閉鎖していた大使館を再開し、同国への発言力を強める傾向にある。
- 治安の悪さから、油田の権益を確保している各社は、専門の警備会社による武装警備体制を強化している。既に、赤道ギニアの少ない国軍兵力（陸軍1,000人強）に対し質的に凌駕していると目されており、仮に赤道ギニア政府が石油権益を損なう政策を採った場合には、何かしらのリアクションが生じる可能性がある。
- 主力油田の一つであるザフィーロ油田については、隣国のナイジェリアが領内にまたがっていると主張しており、今後、領有権問題に発展する可能性もある。

#### 油田開発の歴史
- 1992年 アルバ油田から天然ガスの生産を開始
- 1996年 ザフィーロ油田から原油生産開始
- 2000年 セイバ油田の原油生産開始
- 2001年 国営石油企業G.E.ペトロール社設立
- 2003年 アメリカ大使館再開
- 2005年 原油生産量として、日量35万バレル水準を達成。サハラ以南のアフリカ諸国で3位の水準。
- 2017年 石油輸出国機構（OPEC）に加盟。